# Fuss (vulcano)
Il Fuss o Fussa (in russo вулкан Фусса?) è un vulcano attivo situato sull'isola di Paramušir, nella Grande catena delle Curili (Russia). Appartiene al distretto Severo-Kuril'skij dell'oblast' di Sachalin.
Fu scoperto nel 1805 durante la prima circumnavigazione russa del globo guidata da Adam Johann von Krusenstern, che gli diede il nome dell'accademico Nicolaus Fuss.
Si tratta di uno stratovulcano complesso con cratere sommitale. Ha un'altezza di 1772 m e forma la penisola omonima nella parte sud-occidentale di Paramušir. È un tronco di cono regolare, il cratere alla sommità ha un diametro fino a 700 metri e una profondità fino a 300 m. È composto da andesiti. L'età del vulcano è di 40-50 mila anni. L'unica eruzione storica conosciuta è del 1854 (VEI 3). Attualmente si sta registrando attività fumarolica.